# Eugen Heinz
Eugen Heinz (* 1889; † 1977) war ein deutscher Verwaltungsbeamter und Präsident des Landesarbeitsamtes Baden-Württemberg bis 1956.

## Leben
Heinz war zwischen 1919 und 1934 in verschiedenen Arbeitsbehörden Südwestdeutschlands tätig, bis er nach Weigerung, der NSDAP beizutreten, seine Anstellung verlor. Von 1934 bis 1945 war er dem Technischen Landesamt in Ludwigsburg zugeteilt. Nach Ende des Zweiten Weltkriegs war er von 1945 an Präsident des Landesarbeitsamtes Württemberg-Baden und nach der Bildung des Südweststaates Präsident des Landesarbeitsamtes Baden-Württemberg. Zum 31. März 1956 wurde er in den Ruhestand versetzt.
Neben seiner beruflichen Tätigkeit übernahm Heinz ehrenamtliche Ämter in der Sektion Schwaben des Deutschen Alpenvereins (DAV). Nach seinem Beitritt 1920 wurde er 1924 Leiter der Jugendgruppe und war von 1929 bis 1932 Leiter der Skiabteilung, die unter ihm große sportliche Erfolge errang. Von 1953 bis 1970 war er 1. Vorsitzender der Sektion. Die der Sektion gehörende Jamtalhütte im Silvrettamassiv erhielt den Beinamen Dr. Eugen-Heinz-Hütte.
Heinz war der Großvater des Psychiaters und Psychotherapeuten Andreas Heinz.

## Auszeichnungen
- 1952: Großes Verdienstkreuz der Bundesrepublik Deutschland.